# Chanel
Chanel eller Huset Chanel er et parisisk modehus i Frankrig grundlagt af Coco Chanel med speciale i luksus (Haute couture, håndtasker, parfumer og kosmetiske artikler). Chanel er blevet et af de mest kendte mærker inden for luksus og haute couture-mode. Ifølge magasinet Forbes ejes det privatejede House of Chanel af Alain Wertheimer og Gerard Wertheimer, som er børnebørn af den tidlige (1924) Chanelpartner Pierre Wertheimer.
Hovedkonkurrenterne er Christian Dior og LVMH (Moët Hennessy/Louis Vuitton). Firmaet har haft mange højtbetalte berømtheder tilknyttet som anprisere (testimonials):
- Marilyn Monroe (1950'erne Chanel No. 5), som fik taget billeder, mens hun bruger Chanel No. 5 og som udtalte, at hun om natten sov kun iført Chanel No. 5. Monroe er det mest kendte af Chanels "ansigter", og de omtalte fotos hører til de mest populære reklamefotos i marketingshistorien.
- Catherine Deneuve (Chanel No. 5 i 1970'erne).
- Nicole Kidman (Chanel No. 5 i 2000'erne).
- Audrey Tautou (Chanel No. 5).
- Maïwenn Le Besco (Chanels ansigt 2012).